# Круковский, Михаил Антонович
Михаи́л Анто́нович Круко́вский (1856 или 1865, Режица, Витебская губерния — 1936, Ташкент, Узбекская ССР) — русский писатель, переводчик, фотограф, географ и этнограф, издатель и музейный деятель.
Автор беллетристических и научно-популярных очерков и альбомов по этнографии народов России. Выпустил ряд фундаментальных географических изданий, которые часто иллюстрировал собственноручно сделанными фотографиями. Путешествовал по России в конце XIX — начале XX века и изучал жизнь простых рабочих и крестьян. Некоторое время жил и работал в Петербурге, издавая ежемесячный детский журнал под названием «Товарищ». Являлся первым директором Каменского городского краеведческого музея.
Бо́льшая часть работ Круковского хранится в Музее антропологии и этнографии имени Петра Великого (Кунсткамера) в Санкт-Петербурге. 52 цифровых изображения из его фотоколлекции были переданы сотрудниками Кунсткамеры музею Салавата Юлаева.
М. А. Круковский имел литературный псевдоним «Деревянщиков М.».

## Биография

### Ранние годы
Михаил Антонович Круковский родился в городе Режице Витебской губернии (ныне Резекне, Латвия) в семье мелкого служащего. По словам его дочери Софии, Михаил рано ушёл из дома, стал жить самостоятельным трудом. В начале 1890-х годов, работая писарем в волостном управлении Псковской губернии, Круковский повстречался с учительницей Софией Карловной Буре, которая, закончив два высших учебных заведения, уехала в глушь, чтобы «отдать свои знания народу». На несколько лет она стала его верной спутницей и соратницей.

### Жизнь в Петербурге

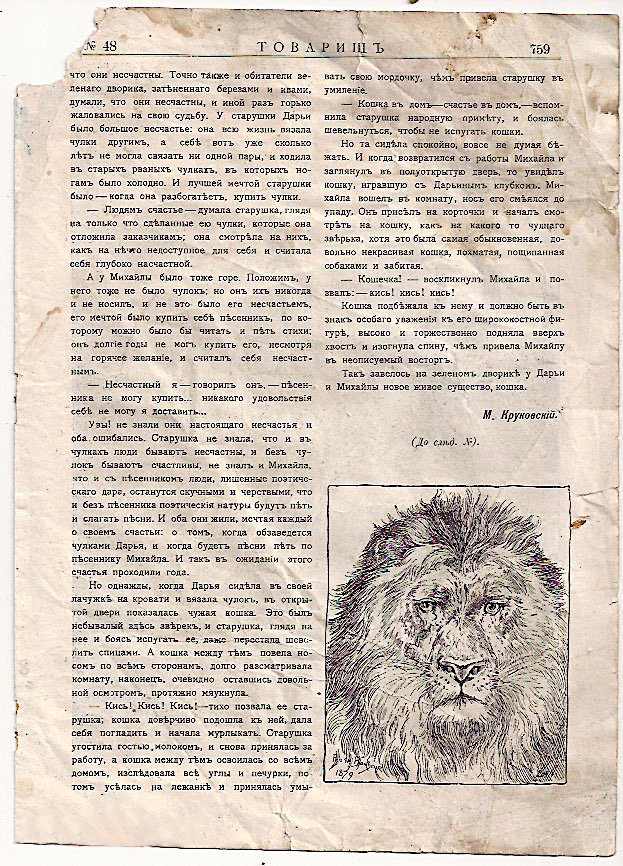
Журнал «Товарищ», № 48, с. 759

После помолвки Михаил и София переехали в 1899 году в Петербург, здесь литературные способности Круковского определили дальнейший жизненный путь семьи. В то время Михаил Антонович и София Карловна жили на Васильевском острове (15 линия, дом 38).
Заняв необходимые средства, молодые супруги начали издавать ежемесячный иллюстрированный журнал для школьников «Товарищ» (первый выпуск журнала вышел 1 (13) декабря 1899 года). Редактором-издателем журнала числилась София Карловна, которая, будучи по образованию географом, составляла для журнала различные очерки. Сам Круковский, как основной литературный работник, писал детские повести и рассказы. Овладев фотографическим искусством и организовав кустарную цинкографическую мастерскую, он своими руками изготавливал клише и тем самым обеспечивал иллюстративную сторону издания, занимая также должность заведующего художественного отдела журнала «Товарищ».
В 1903 году было решено издавать приложение к этому журналу — альбом «Мир в картинках», который должен был выходить раз в месяц. Первые 12 альбомов назывались «Россия в картинах». За эту серию взялся М. А. Круковский. Обложка альбомов была оформлена Иваном Билибиным. В первый выпуск вошли виды Петербурга и Прибалтийского края, во второй — Финляндия и Северный край, в третий — Центральные губернии (Великороссия), четвёртый — Беларусь, Литва, Польша, пятый — Урал и Поволжье, шестой — Малороссия, Бессарабия, Крым, седьмой — Кавказ, восьмой — Средняя Азия и девятый-двенадцатый — Сибирь. Все рисунки, помещённые в выпусках альбома «Россия в картинах», были приспособлены для чтений с волшебным фонарём, поэтому изготавливались фотографическим способом на коллодионно-желатиновых пластинах высокой прозрачности, небьющихся и лёгких по весу. Последнее делало их удобными для пересылки по почте. М. А. Круковским было составлено только восемь выпусков альбома «Россия в картинах». В 1904 году журнал был закрыт цензурой.
Вскоре М. А. Круковский разошёлся с Софией Карловной. В 1905 году он вместе со второй женой Ольгой Карловной Лузиной жил в Петербурге на Архиерейской улице, дом 2а, квартира 2. Спустя время Круковский уехал с Лузиной из Петербурга.

### Сельская жизнь
Всю свою дореволюционную жизнь М. А. Круковский был человеком «свободной профессии» и лишь в 1905—1906 годах работал переселенческим агентом в Семипалатинской области. Характер его жизни определялся профессией его жены — она была земским врачом. С 1907 по 1916 год семья жила в селе Хотимль Ковровского уезда Владимирской губернии, с 1916 по 1918 год — в селе Усе-Степановке Бирского уезда Уфимской губернии. В эти годы Круковский занимался огородничеством и фотографической работой и написал бо́льшую часть своих книг, которые издавались Альфредом Девриеном, Маврикием Волфом, Иваном Сытиным, Клавдием Тихомировым и другими издателями того времени (особенно много книг вышло в издательстве К. И. Тихомирова).

### Музейная деятельность на Алтае
В годы Гражданской войны Круковский вместе с семьёй переехал в Сибирь на Алтай, где сначала заведовал Барнаульским краеведческим музеем, а затем обосновался в селе Камень (ныне Камень-на-Оби). Здесь он был назначен заведующим земским отделом народного образования, а вскоре — заведующим Первой библиотекой.
В 1918 году (по другим данным в 1917 году или в 1919 году), скрываясь от колчаковцев, покинувшие город несколько учителей из отдела народного образования — Л. А. Алфёров и А. И. Лапустин — наткнулись возле села Аллак на целое захоронение костей мамонта, бизона, оленя. Находки были спрятаны и после ухода белогвардейцев из города переданы Михаилу Круковскому, где он в одной из комнат разместил уцелевшие коллекции музея. Спустя некоторое время, в музей поступили партизанские пики, изготовленные умельцами в сельских кузницах. Согласно исследованию Кунсткамеры, «музею М. А. Круковский отдаёт все свои силы и время; в качестве помощников он привлекает учителей и студентов».
Для того чтобы пополнить коллекции музея, Круковский задумал научную экспедицию, и весной 1919 года с двумя помощниками — учителем и студентом Томского университета — отправился за сбором необходимого материала. Решено было собрать образцы флоры и фауны уезда, а также предметы быта и этнографии по 16 образцов (по числу волостей). Все собранные вещи поступили в ведение Алтайского губернского музея, заведующим которого был назначен М. А. Круковский. Также из этой экспедиции фотоматериалы спустя время поступили в Музей антропологии и этнографии.
В 1920 году Каменский краеведческий музей приобрёл официальный статус. В музее были созданы отделы: археологический, нумизматический, сельскохозяйственный, в котором были собраны коллекции хлебов, трав, почв, вредных насекомых, чучела птиц и зверей, ботанические коллекции. Большой интерес вызывал этнографический отдел. В 1921 году Круковский ушёл из Алтайского губернского музея, переехал в Камень и вновь стал работать в Каменском краеведческом музее, получив назначение заведующего музеем политотдела при уездном отделе народного образования.
Михаил Круковский стремился сделать музей научным учреждением, который, возможно, длительное время будет «единственным, высшим, учреждением» в Камне. Для того чтобы представить в музее быт коренных народов низовьев Оби, Круковский убедил руководство ОНО в необходимости научной экспедиции по сбору экспонатов. Он получил согласие и составил смету для приобретения экспонатов для музея. Смета ясно свидетельствует о том, что писатель хорошо представлял материальную культуру коренных народов Севера. Круковский планировал приобрести для музея остяцкий чум, зимний, из оленьих шкур; летний, берестяной; малицу, парку, кисы (пимы), чири (чулки), остяцкую лодку, шкуру оленя для чучела, идолов, украшения, домашнюю утварь, охотничьи и промысловые принадлежности, силки, ловушки и прочее. Об этой экспедиции вспоминает П. И. Юхневич:
В 1923 году была организована поездка в низовья Оби к остякам и самоедам сотрудника музея Захарова. Результаты оказались хорошие: привезён в достаточном количестве этнографический материал, выменянный у населения на табак, муку и прочее. Всего 805 предметов.
Обильной с точки зрения полученных результатов была экспедиция на Алтай, организованная Михаилом Круковским в 1924 году. Она была задумана давно, но к подготовке и реализации планов путешественник смог приступить только в конце 1923 года, когда работа по музею была уже относительно налажена. Экспедиция работала на Алтае три месяца — с 20 июня по 1 сентября, обследовав озеро Телецкое, реки Бухтарма и Иртыш. Экспедиция «за изысканием предметов по естественным наукам и этнографии» была результативной: было привезено «предметов по зоологии — 300, по ботанике — 1200, по этнографии — 325, рисунков и эскизов — 85». Однако сам Круковский в этой экспедиции не принимал участие. В музее стали демонстрироваться найденные предметы быта и одежда, макеты построек, музыкальные инструменты, а также манекен совершающего камлание шамана и различные атрибуты шаманского обряда: бубны, колотушки, идолы, костюмы.
Музей был «любимым детищем» Михаила Антоновича. Он мечтал расширить сельхозотдел, построить оранжерею, устроить зверинец. Но для осуществления этих планов текущего финансирования музея было недостаточно, поэтому заведующему приходилось постоянно обращаться к кооперативам с просьбой об оказании помощи. Постоянный отказ в деньгах не давал возможности воплотить проекты в реальность, к тому же не прекращались попытки отнять здание музея. Вдобавок у Круковского явно не сложились отношения с заведующим отделом народного образования, в чьём непосредственном подчинении находились музей и его заведующий.
Свою работу М. А. Круковский оценивал следующим образом:
Коллекцию свою я строго систематизирую, не гоняясь за количеством, снимаю лишь то, что нахожу на месте необходимым для науки со своей точки зрения. <...> чтобы коллекция моя в каждом музее была представлена полностью, как законченный, цельный труд данного учёного...
Увлечённый науками, писатель плохо вписывался в советскую действительность. Будучи беспартийным и к тому же дворянином, он подвергался постоянным нападкам. В 1920-х годах его обвинили в «академизме» и исключили из культпросветсоюза. В 1927 году Михаил Антонович трижды писал заявление об увольнении с должности заведующего Каменского краеведческого музея, но его отклоняли. Однако в октябре того же года заявление об уходе было удовлетворено.

### Последние годы
В 1933 году Михаил Круковский переехал с семьёй в Ташкент, где в 1936 году скончался.

## Произведения

### «Олонецкий край»

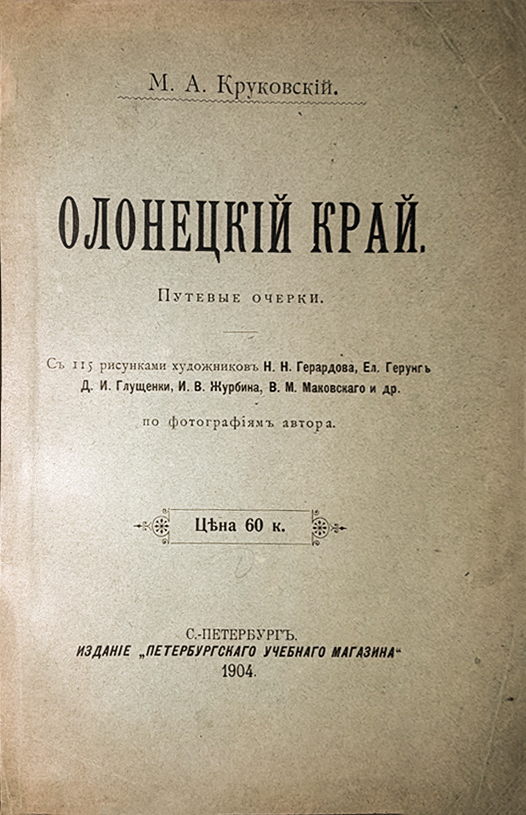
Обложка книги «Олонецкий край. Путевые очерки»

Кроме работ общегеографического характера, Михаилом Антоновичем написаны два монографических труда, посвящённых отдельным окраинам России. Обычно им предшествовали поездки. Первая из них была совершена в 1899 году в Олонецкий край по предложению академии наук.
В одном из писем на историко-филологическое отделение Императорской академии наук от 6 апреля 1899 года археолог Василий Радлов просит заготовить свидетельства (открытые листы) для путешествия по Олонецкой губернии фотографа-любителя Михаила Антоновича Круковского, исполнявшего фотографические работы по заказу Музея и отправляющегося с мая по сентябрь в Олонецкую и Пермскую губернии для составления альбомов видов и типов населения этих губерний. Этнография губернии уже привлекала внимание учёных: в 1860‑х годах Павел Рыбников изучал фольклор в тех краях.
За время своего путешествия Круковский побывал на территории Петрозаводского, Олонецкого, Повенецкого и Пудожского уездов. Он посетил многие города, селения и деревни, часто встречался и беседовал с крестьянами. Особенно ценны сведения писателя по районам с карельским населением: Олонец, Видлица, Тулмозеро и Кондопога. Автор дал описание жилищ, быта, уклада, культуры и традиций народностей, привёл сведения о развитии ремёсел, охоте и рыболовстве, состоянии земледелия и промышленности.
Повествование о своём путешествии Круковский вёл в жанре живого приключенческого рассказа с сюжетами из бытовой жизни, с описанием героев и их судеб. Многочисленные фотографии делают очерки путешественника «интересным источником для этнографа и историка». Первая часть фотоколлекции посвящена архитектуре карельских и русских деревень. Вторая и третья дают представление о народах, населяющих деревни. Поездка завершилась не только богатой фотографической коллекцией (283 отпечатка) по русским и карелам Олонецкой губернии (колл. № 1363) «Виды и типы Олонецкой губернии», поступившей в фонды Музея антропологии и этнографии, но также коллекцией предметов русского и карельского быта и написанной книгой:
- М. А. Круковский. Олонецкий край. Путевые очерки / И. Д. Сытин. — Петербург: Петербургский учебный магазин, 1904. — 260 с.

Саму Карелию в книге Круковский описывал следующим образом:
Это край, в котором мощно ревут водопады, свирепеют бурные озера, в котором до сих пор в деревнях стоят дома и церкви причудливой древнерусской архитектуры, в реках живут водяные и русалки, а в диких непроходимых лесах бродит и ищет себе добычу угрюмый, нелюдимый хозяин леса — медведь.
«Олонецкий край» был удостоен высокой оценки в журнале «Землеведение» в 1906 году, что не могло не вдохновить путешественника на продолжение поездок. 
Через 10 лет в одном из писем в Кунсткамеру М. А. Круковский написал следующее:
В Олонецком крае, откуда я вывез и представил Музею собранную коллекцию <…> находится жемчужный кокошник олончанок, стоящий 125 рублей, жемчужные серьги, серебряные старинные кресты, очень дорого стоящая икона старинного письма, разные поделки и много других этнографических предметов.

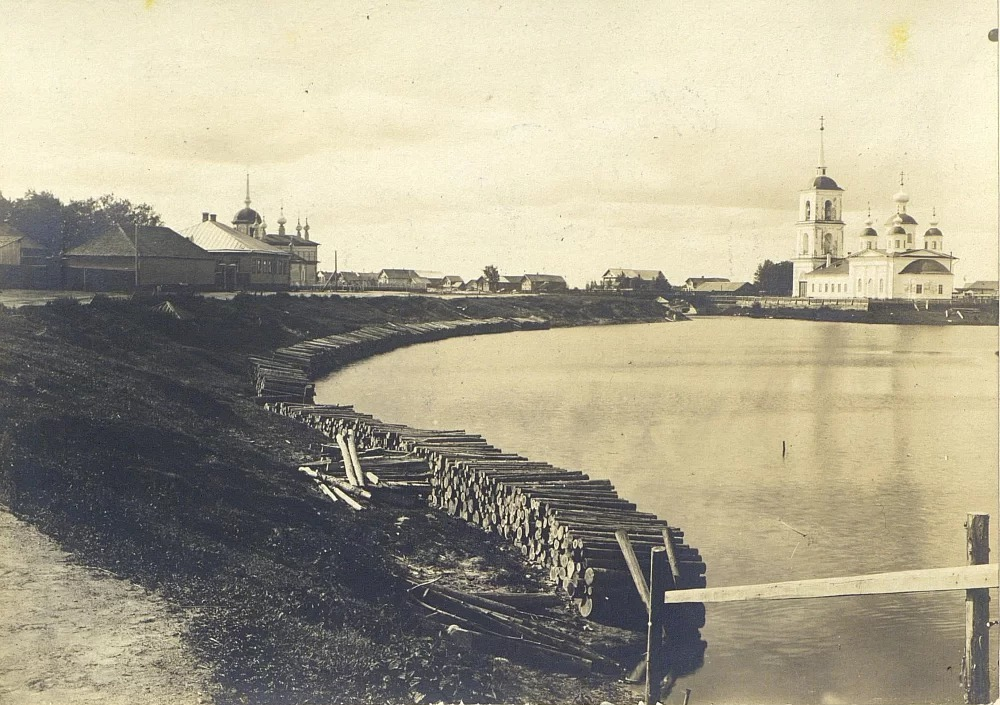
Вид на город Олонец
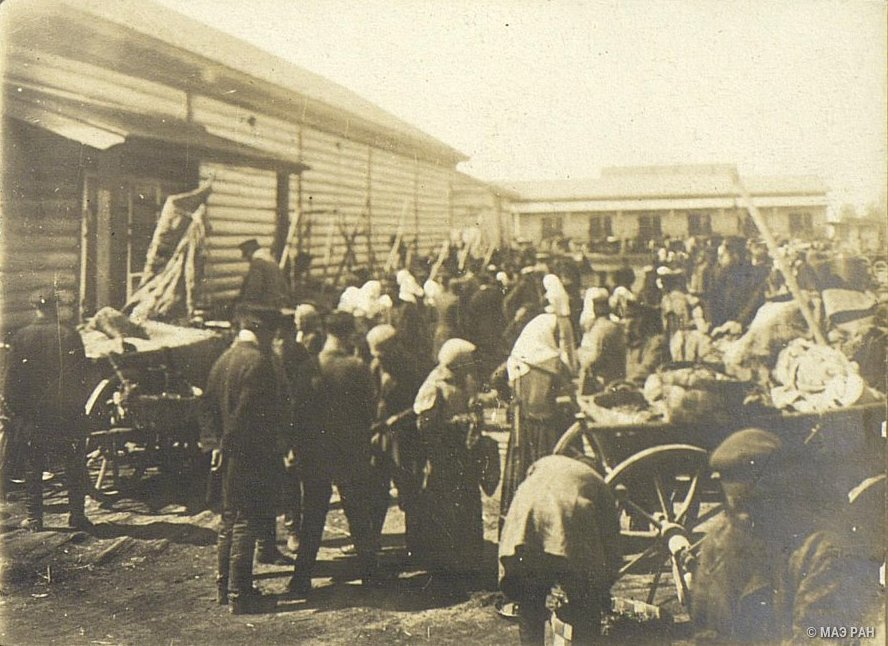
Базар в городе Олонце
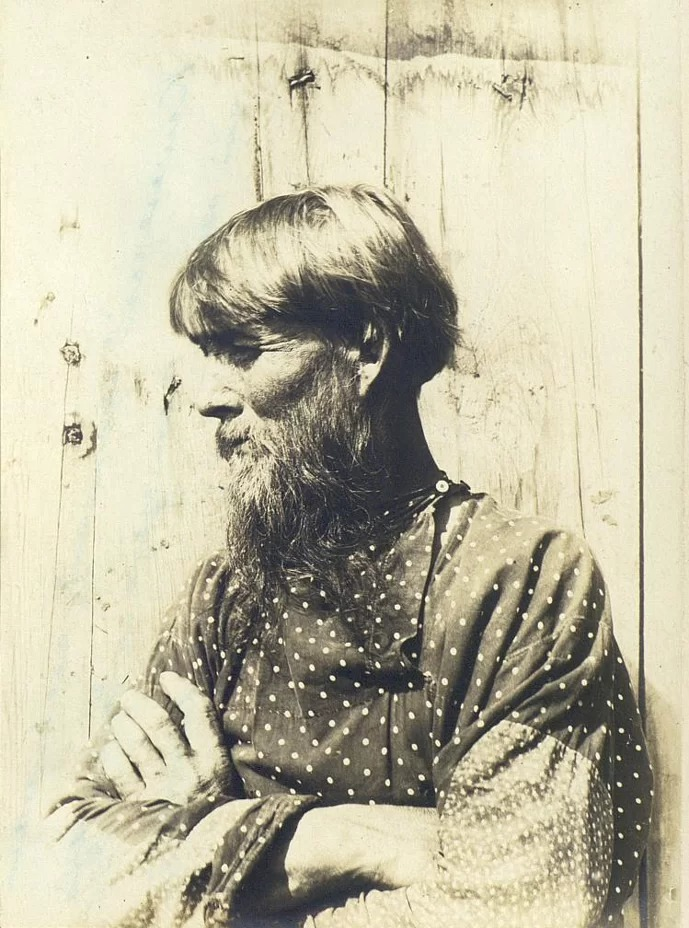
Портрет мужчины в Видлице
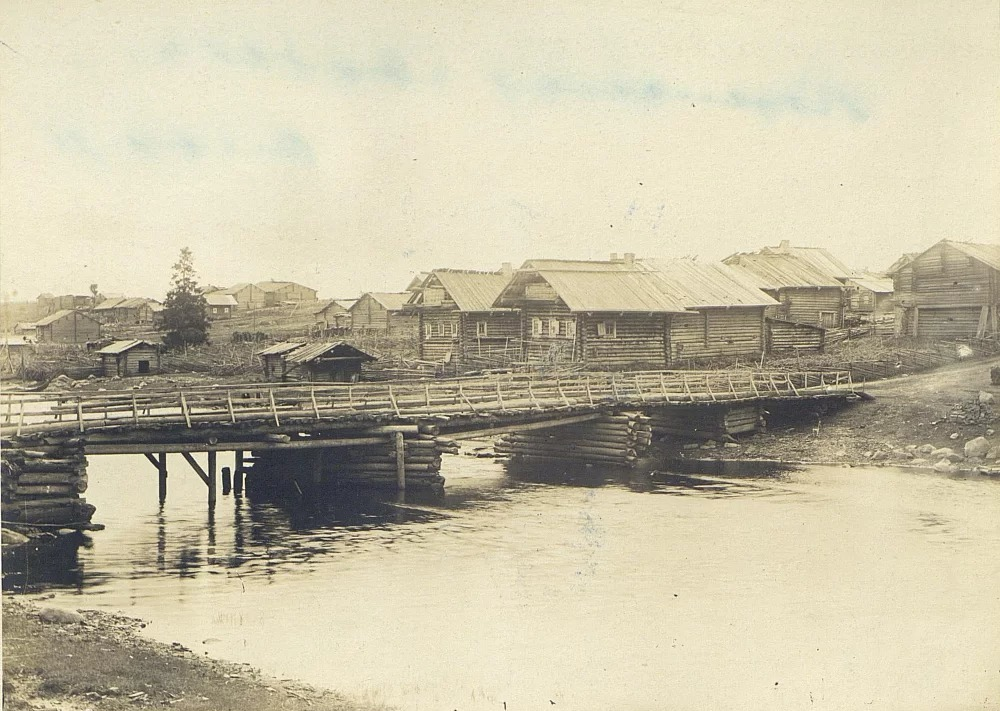
Карельская деревня Тулмозеро (ныне Колатсельга)
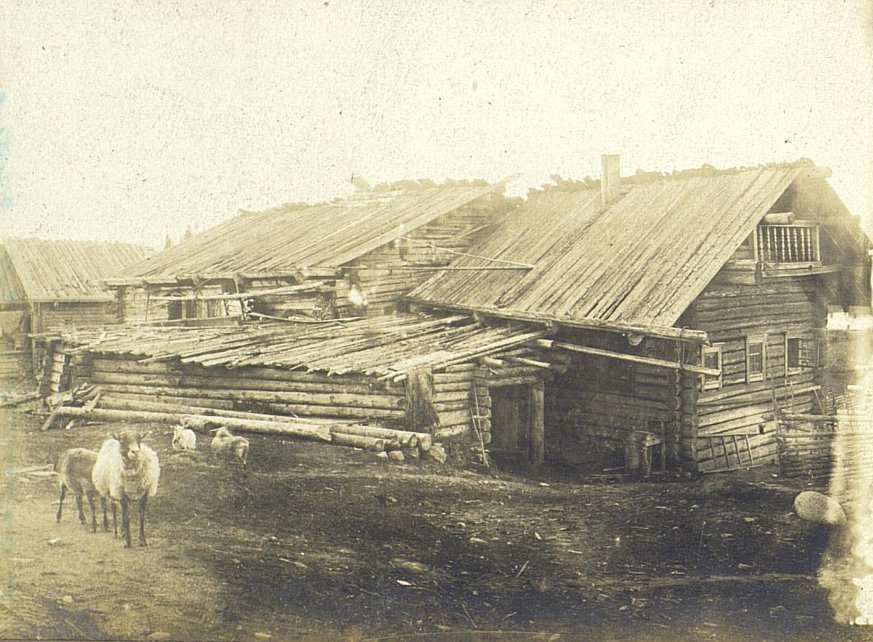
Дом в деревне Тулмозеро (ныне Колатсельга)
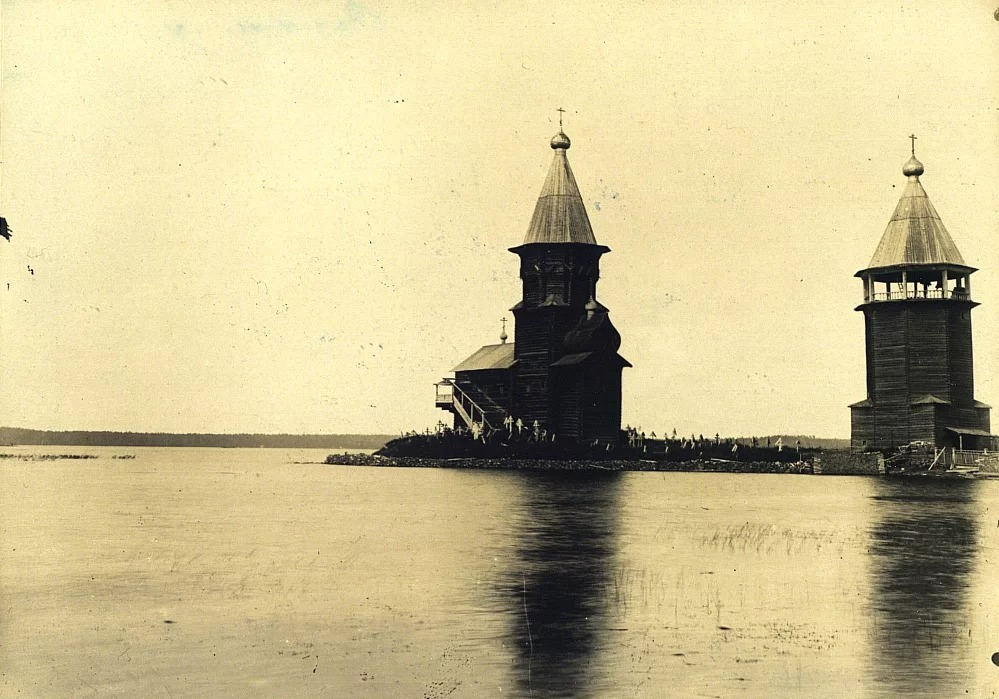
Церковь в Кондопоге

### «Приключения Сеньки»

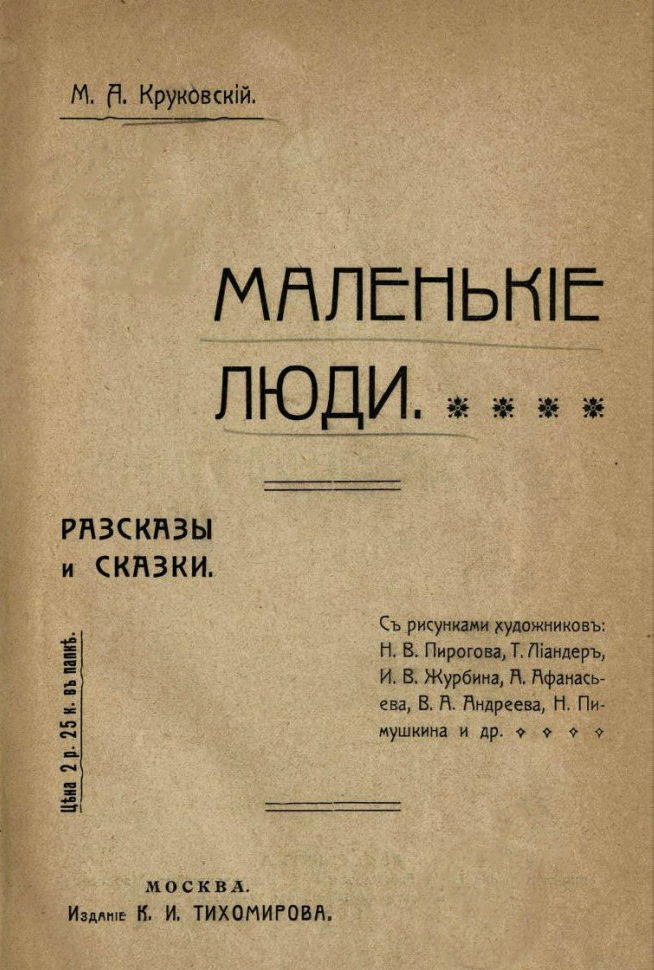
Обложка книги «Маленькие люди. Рассказы и сказки»

Круковский, побывавший в творческой поездке в Олонецком крае, в 1908 году написал на основе своих впечатлений ряд рассказов и сказок под общим заглавием:
- М. А. Круковский. Маленькие люди. Рассказы и сказки. / К. И. Тихомиров. — М., 1908. — 375 с.

Один из рассказов сборника — «Приключения Сеньки» — описывает историю крестьянского мальчика, проданного отцом за 5 рублей в Петербург в услужение или «в обучение» мелким торговцам. Круковский называл этот крестьянский обычай «неразумным» и «бессердечным». По мнению современников, писатель «был не совсем прав», так как «именно нужда заставляла крестьянина принять непростое решение». Таким образом, родителям приходилось кормить меньше детей, а от обученного ребёнка, который проживал и зарабатывал «на стороне», в будущем можно было ожидать денежную помощь.
Масштабы торговли детьми в конце XIX века, согласно оценке современников, приобретали социально-значимый характер, а Круковский опредял её размеры как «громадные». Он рисовал удручающую картину, наблюдавшуюся при появлении скупщика ранней весной:
Стоны, крики, плач, иной раз — ругань слышны тогда на улицах безмолвных деревень, матери с бою отдают своих сыновей, дети не хотят ехать на неизвестную чужбину.

### «Южный Урал»

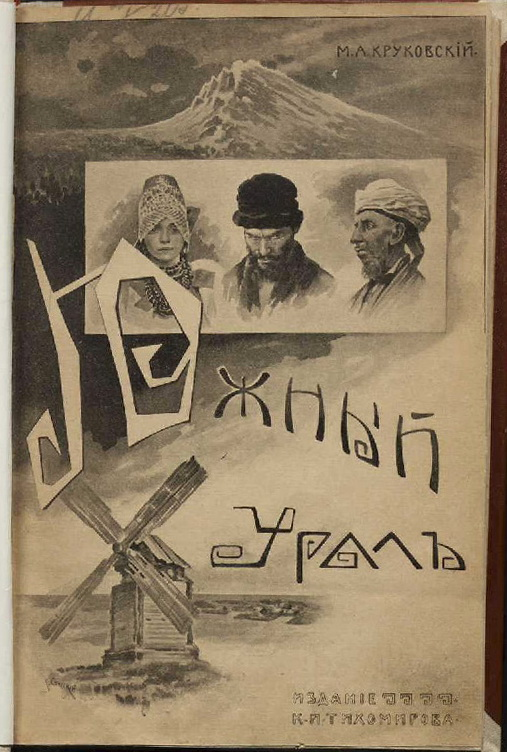
Обложка книги «Южный Урал. Путевые очерки»

После успеха публикации путевых заметок по Олонецкому краю Круковский предпринял в 1908 году путешествие по Южному Уралу, во время которого вёл путевой дневник и делал фотографии. Заранее было известно, что заметки будут опубликованы отдельной книгой, и действительно, год спустя вышли его дневники с фотоиллюстрациями. В итоге результатом второй поездки стала ещё одна большая монография:
- М. А. Круковский. Южный Урал. Путевые очерки / К. И. Тихомиров. — М., 1909. — 311 с.

В ней числится богатый иллюстративный материал, включая 140 фотографий, сделанных Круковским во время экспедиции. Книга включает литературные и этнографические заметки о сплаве по реке Белой, о башкирах, о работе металлургических заводов и заводчанах, географические описания гор, пещер и степей обширного края. Оглавление книги состоит из 7 частей: I. Южный Урал; II. По реке Белой; III. У башкир; IV. На заводах; V. В горах; VI. В пещерах; VII. По степям.
Значительная доля фотографий башкир сделана на территории Салаватского района в Яхъе, Ишимбае, Миндишево. Результатом его поездки стали значимые для салаватцев фотографии, на которых запечатлены жители этих деревень в национальных костюмах, старинные орудия труда, различные постройки, улицы и многое другое. По фотографиям можно было восстановить историю края и кыр-кудейского рода башкирского народа. В 1911 году от Круковского в Музей поступило большое собрание фотографий (382 фотоотпечатка) по Южному Уралу, где было представлено всё этническое разнообразие этого региона (колл. № 1919).
Журнал «Землеведение» в 1909 году дал «Южному Уралу» положительную оценку.

#### Описание

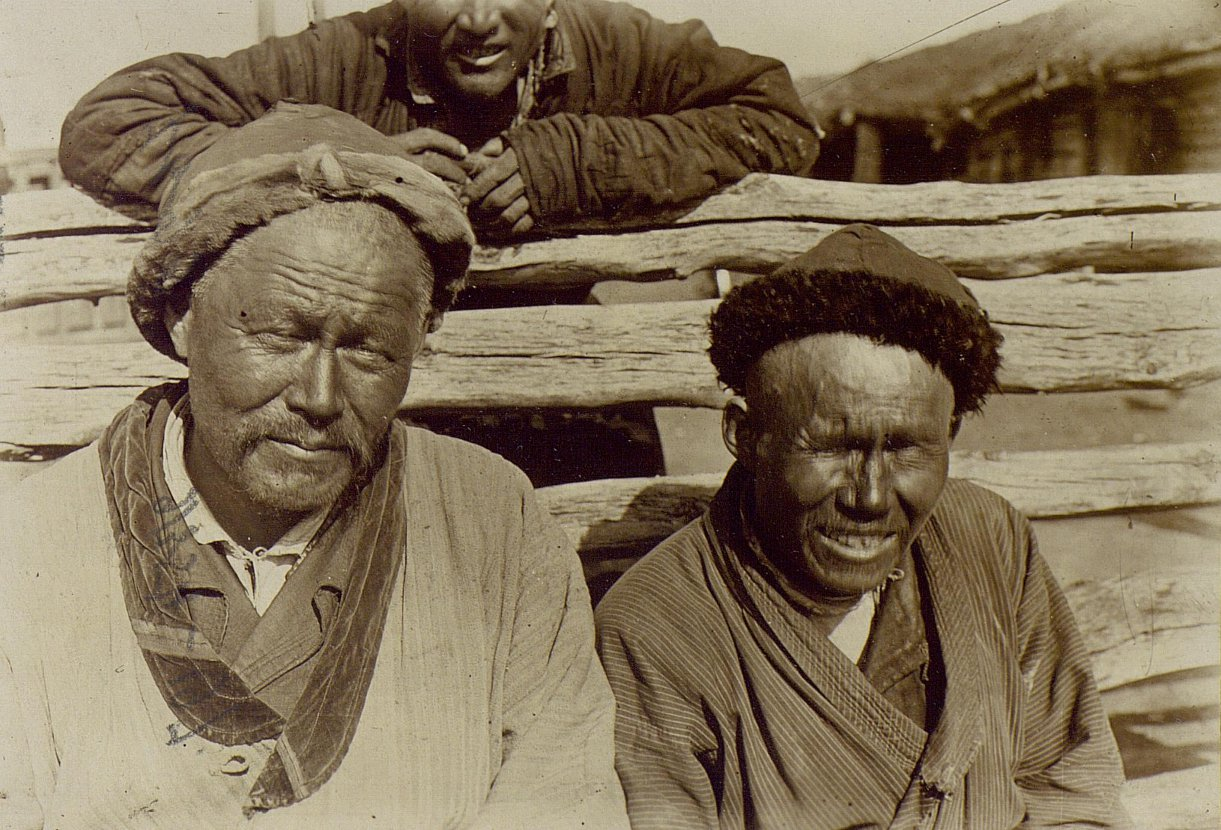
Фото киргиз-кайсаков

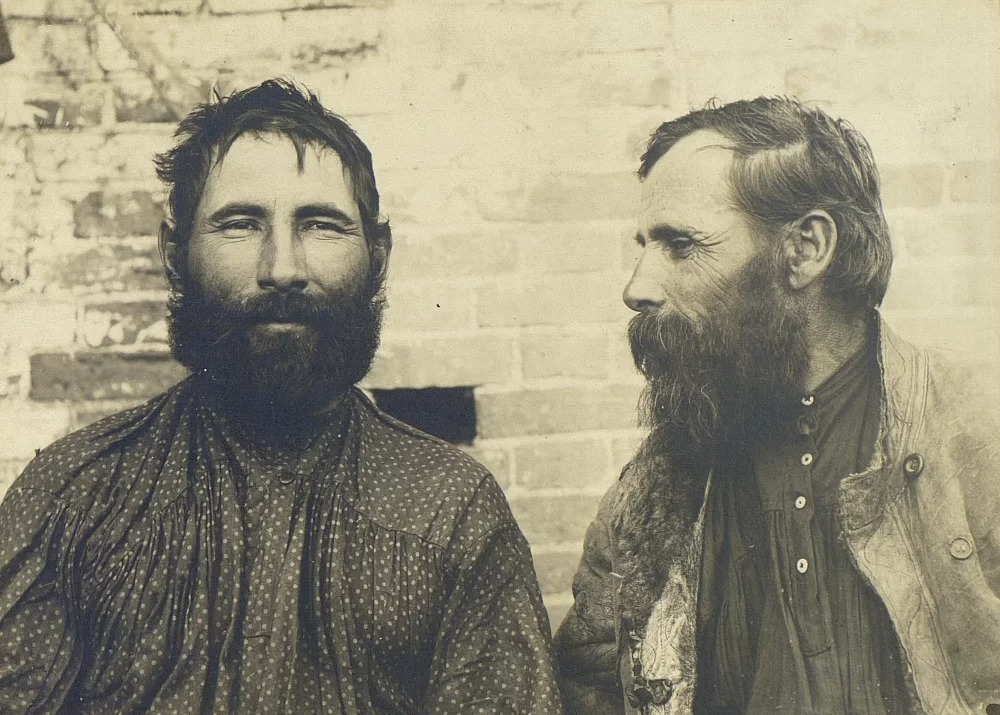
Фото нагайбаков

Основным интересом М. Круковского на Южном Урале была этнография. Он писал, что «насколько различны климатические пояса, настолько разнообразны народы, населяющие Урал». Внимание автора было направлено на контрасты культур; путешествуя по Южному Уралу, он отмечал: «глаз путешественника отдыхает на движении этнографических красок и костюмов». Круковский описывал башкир, мещеряков (мишари), русских, нагайбаков, киргиз-кайсаков.
В поездках он называл себя этнографом и писал, что самой «живучей» чертой народа является «художественный вкус, который проявляется в нём несмотря ни на какие климатические изменения». По наблюдениям Круковского, башкиры «сохранили старинный калябаш и узоры», а русские казаки «до сих пор упорно держатся за свою старинную великорусскую постройку». Прежде всего он решил «побывать у степных башкир», которым уделил немало места в своём дневнике. В путевых заметках башкиры представлены как борцы за свои традиции и ценности. Круковский сравнивал этот народ с татарами, мещеряками, черемисами и различными финно-угорскими народами, называя их «угрюмыми и малоподвижными», а башкир — «беззаботными, весёлыми, даже легкомысленными».
К одним народам Круковский приезжал согласно плану, к другим попадал случайно, а иногда делал неожиданные для себя этнографические открытия. Проезжая мимо станицы Ключевской Троицкого уезда, он заинтересовался, что за народ живёт в этих местах и принялся расспрашивать самих местных жителей. В итоге выяснилось, что название народа — нагайбаки, чему Круковский очень удивился. Путешественник отметил богатые украшения на нагайбакских женщинах, но в то же время «страшную нищету» и пьянство в деревне. После непродолжительного пребывания в станице Ключевской он «уезжал с таким тяжёлым чувством, какого никогда не испытывал в своих скитаниях по России». Круковский — первый путешественник, который охарактеризовал северную группу нагайбаков Троицкого уезда.
По пути в Троицк Круковский проезжал селения русских казаков, в которых, по его наблюдению, было «нехозяйственно и скучно». Он досадовал на то, что землю, на которой ранее кочевали башкиры, отдали во владение казакам, и землю эту те «не могут разработать и наполовину». Вероятно, симпатия Круковского к кочевникам исходила из его личного предпочтения вольной жизни. Среди русских на Южном Урале встречались и крестьяне, проигранные в карты. Круковский приводил такой случай, когда ему встретился старик-крестьянин и тот рассказал, как его барин в Петербурге проиграл в карты — за проигрыш расплачивались мужиками. Всех проигранных вместе с жёнами, детьми и скотом отправили за тысячу вёрст на Урал. Прибывшие сюда люди получали земли, распахивали их, осваивались на новом месте.

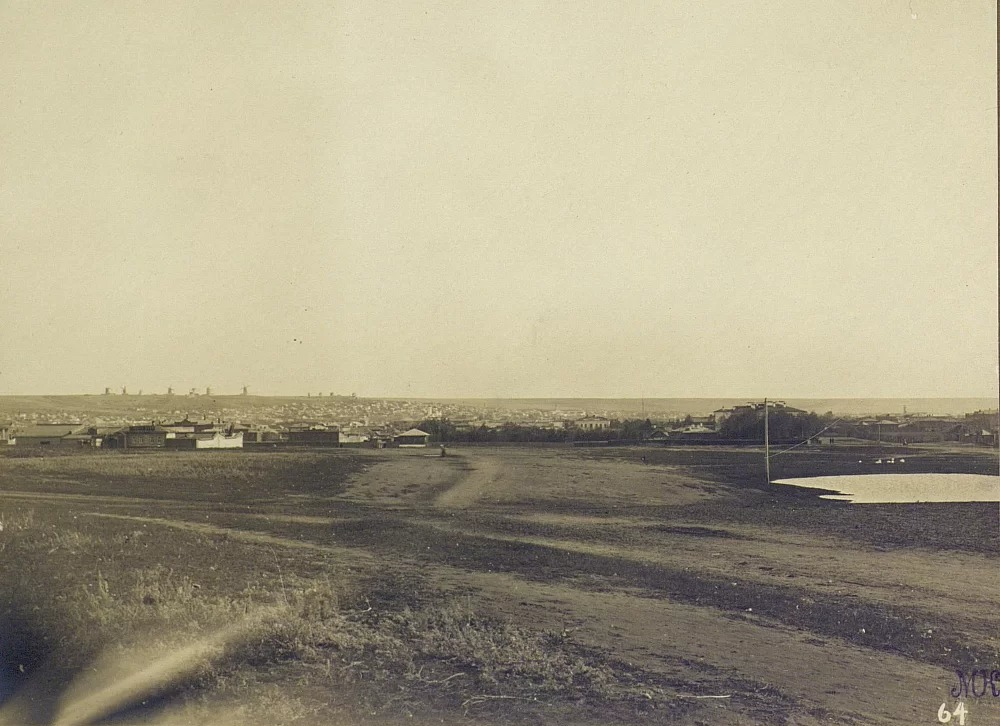
Вид на город Троицк
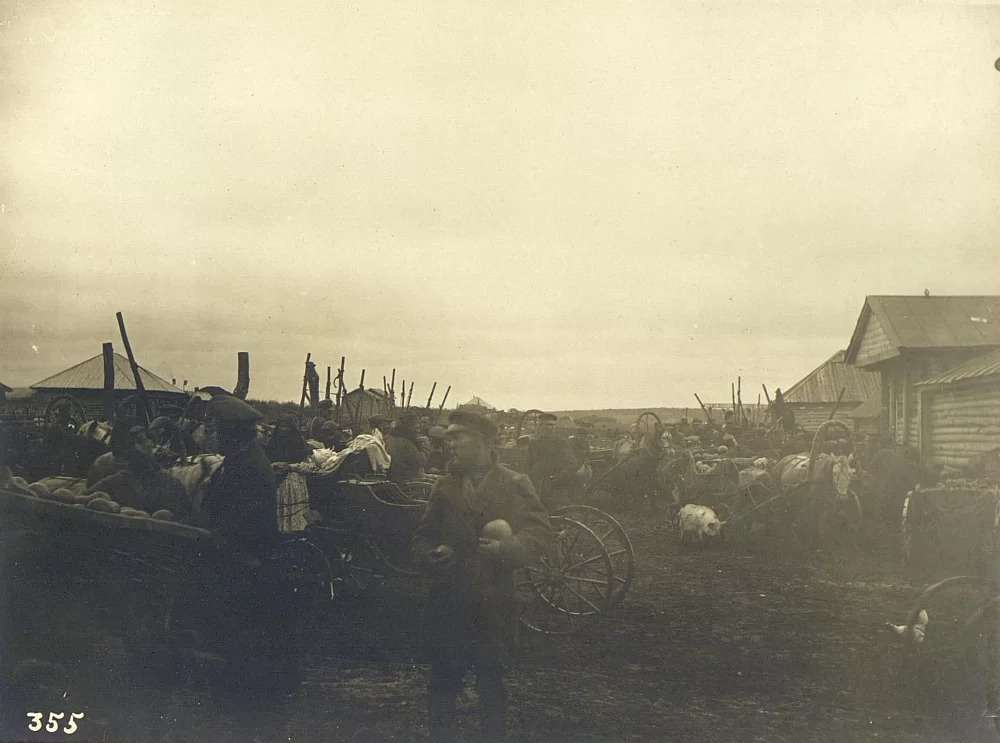
Базар в Троицке
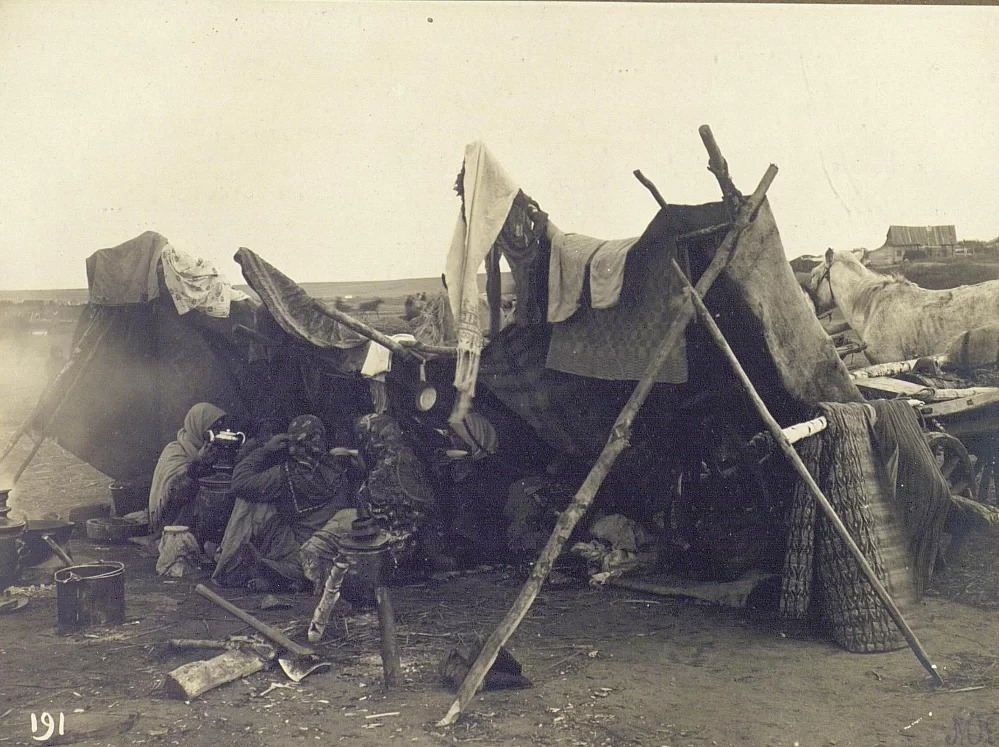
Башкиры на базаре в Троицке
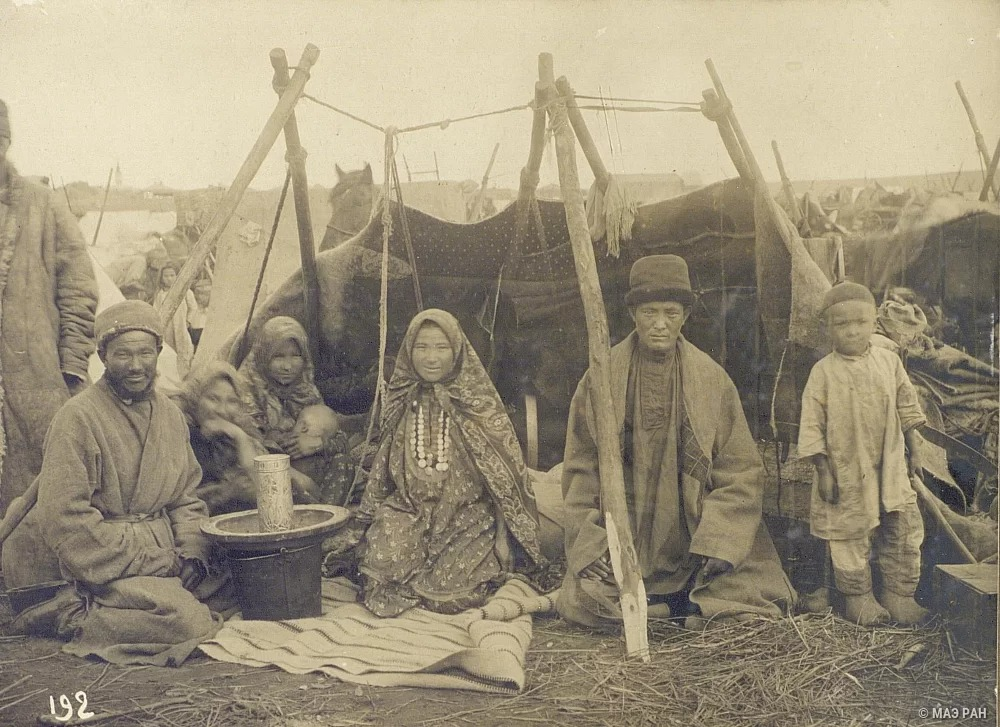
Башкиры на базаре в Троицке
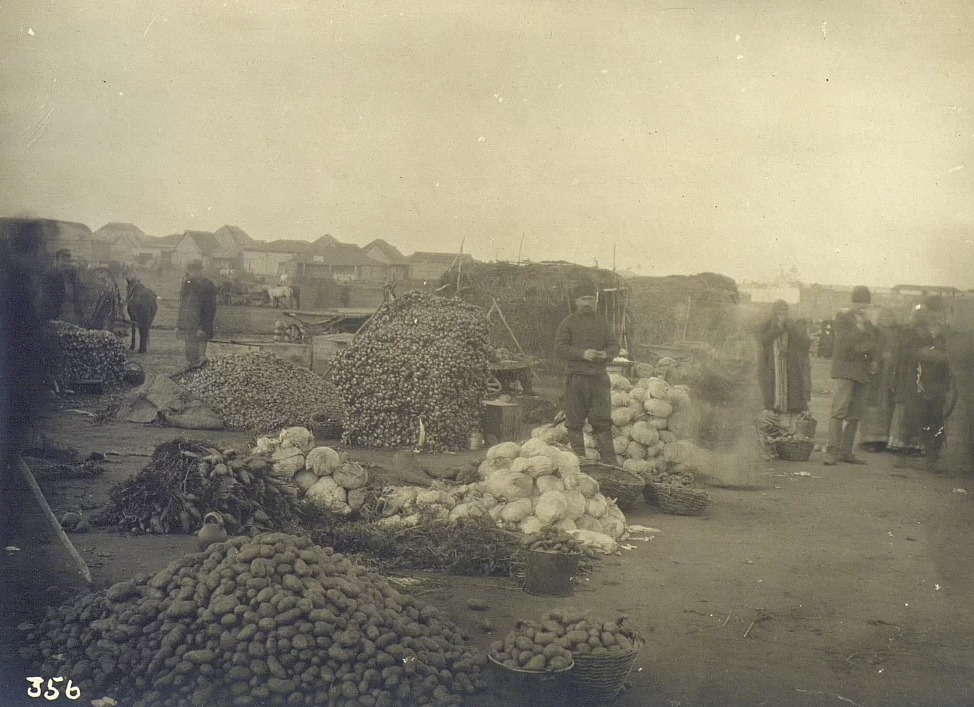
Овощной ряд на базаре в Троицке
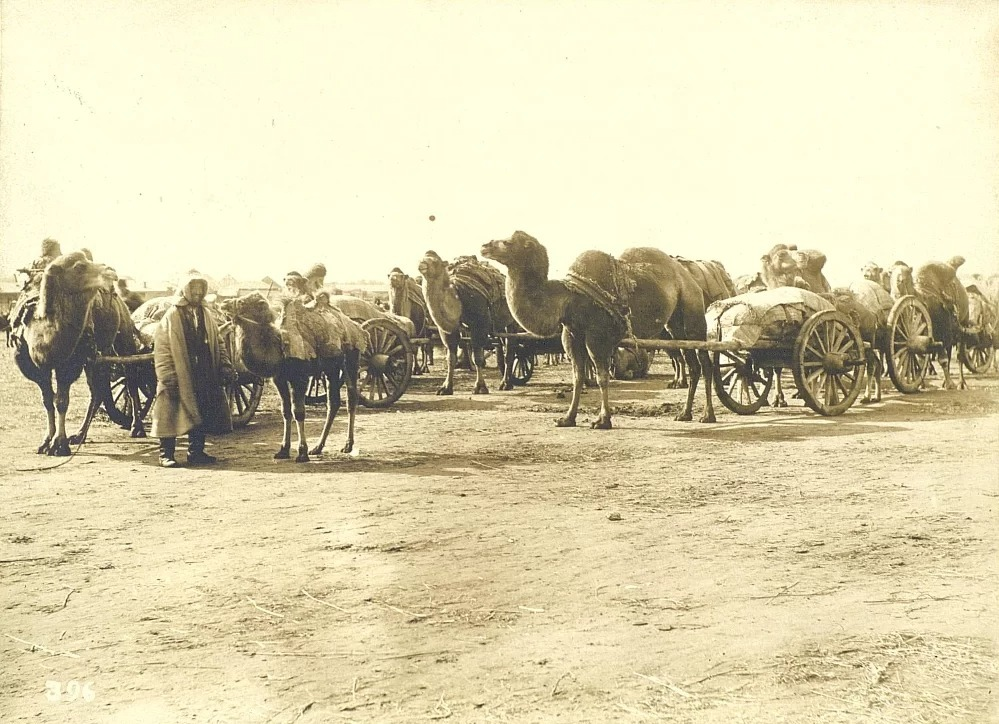
Верблюды на базаре Троицка

Михаил Антонович посетил несколько южноуральских заводов, в том числе Катав-Ивановский, Усть-Катавский, Миасский и Кочкарский, где сделал заметки о местных рабочих. В рудничном посёлке недалеко от Златоуста бодрый прежде тон дневника сменился на удручённый:
Здесь редко слышится беззаботная песня или весёлый смех. Только в воскресение услышишь и
песни и скрип разудалой гармоники. Если вглядеться поглубже, можно заметить, что веселье искусственное, порывистое, и проявляется лишь для того, чтобы забыть, заглушить каторгу обыденной жизни.

#### Иллюстрирование
Путешествие сопровождалось фотосъёмкой, придававшей наблюдениям особую реалистичность. Круковский снимал виды городов, сёл, ландшафта Южного Урала, а также жителей края. Правда, иногда фотоаппарат оказывался помехой в диалоге с местными жителями. С трудностями фотосъёмки Круковский столкнулся в башкирских поселениях:
Башкиры не хотели сниматься и относились к моим попыткам недоверчиво. Даже враждебно. Когда я выходил на улицу, вся деревня пряталась в избах, из боязни попасть в аппарат. Только в щели дверей и в окнах видны были крайне любопытные, жадные взгляды.

Башкиры часто отказывались от съёмок, объясняя это запретом на воспроизведение изображений правоверных в исламе. Однако вскоре Круковскому удалось получить у уфимского муфтия разрешение на съёмку «в научных целях», которая дала ему возможность снимать не только местных мужчин, но и женщин.

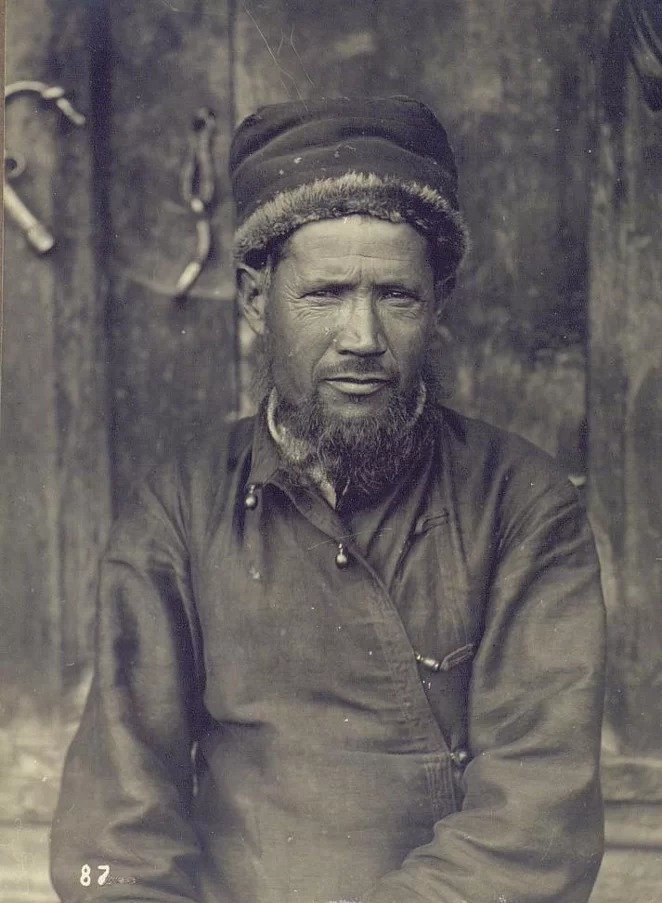
Башкир из Миндишево
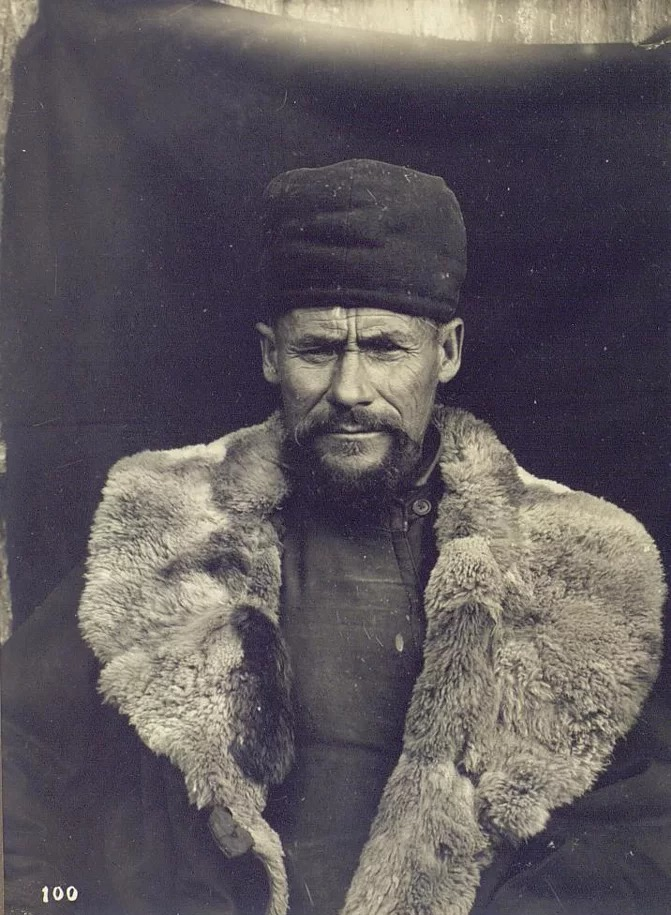
Башкир из Кара-Якупово в зимнем костюме
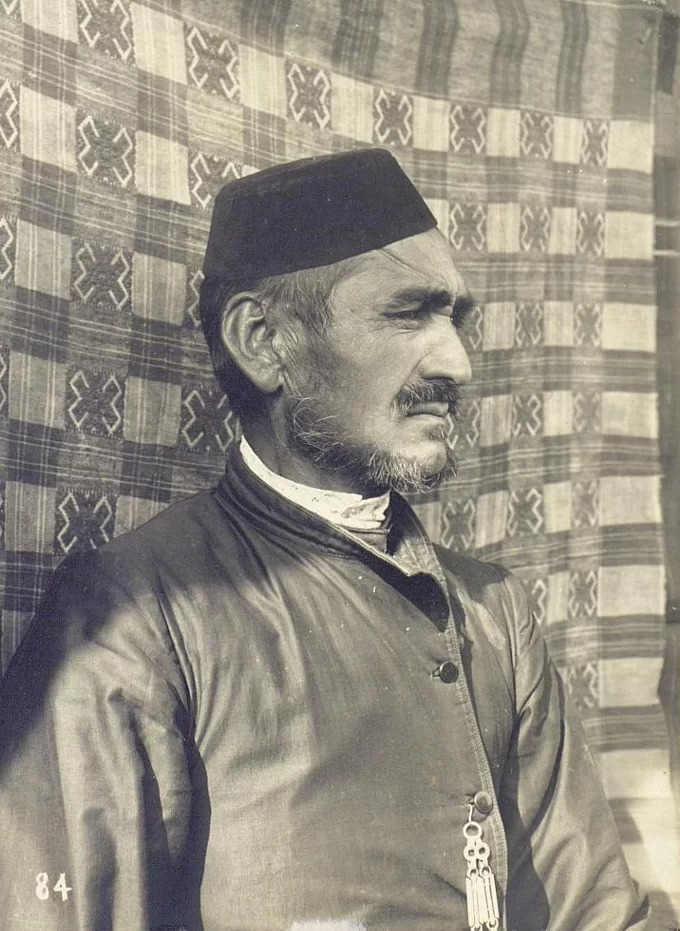
Портрет богатого башкира из Оренбургской губернии
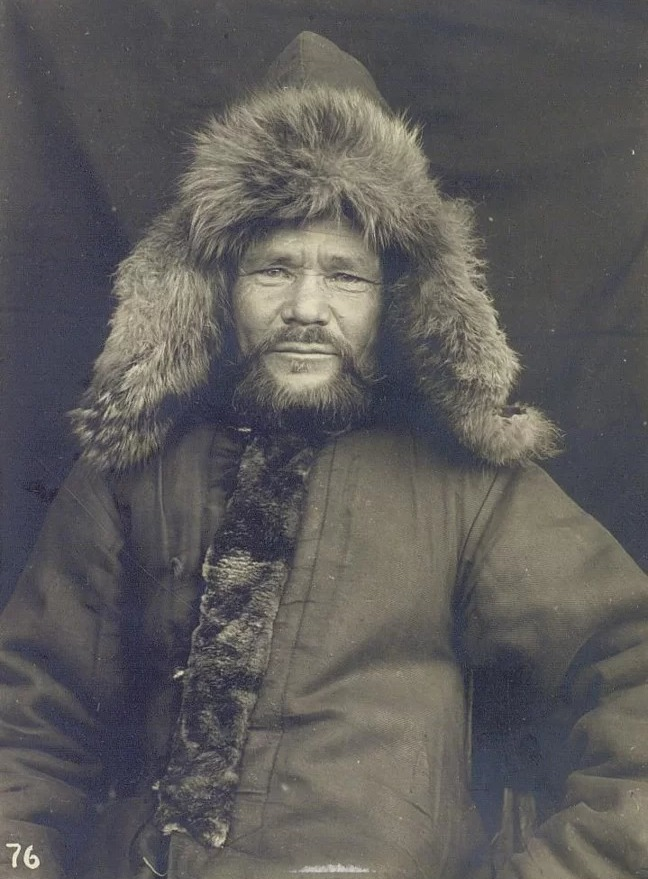
Башкир в зимнем костюме
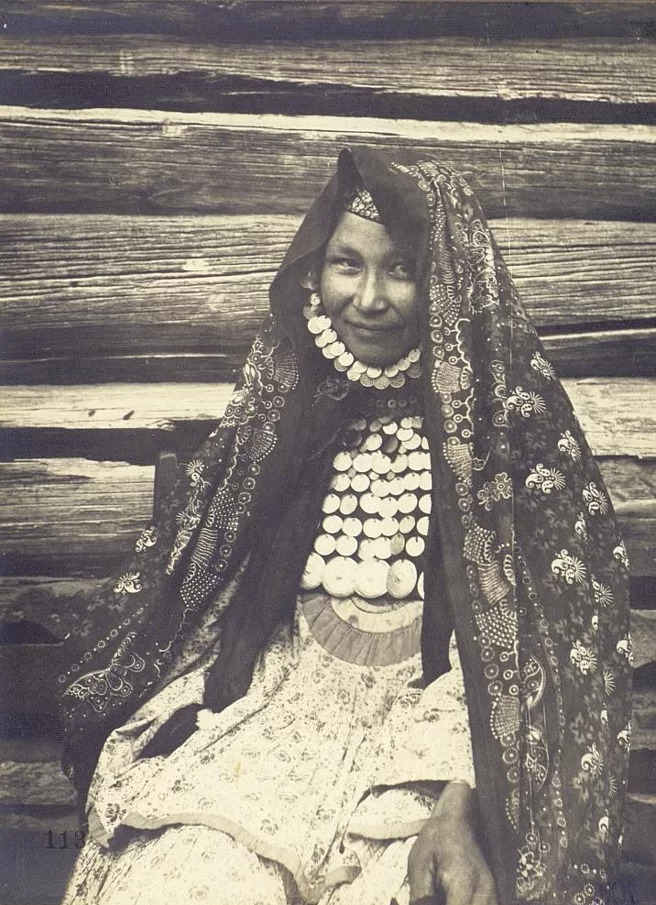
Портрет женщины в традиционном уборе
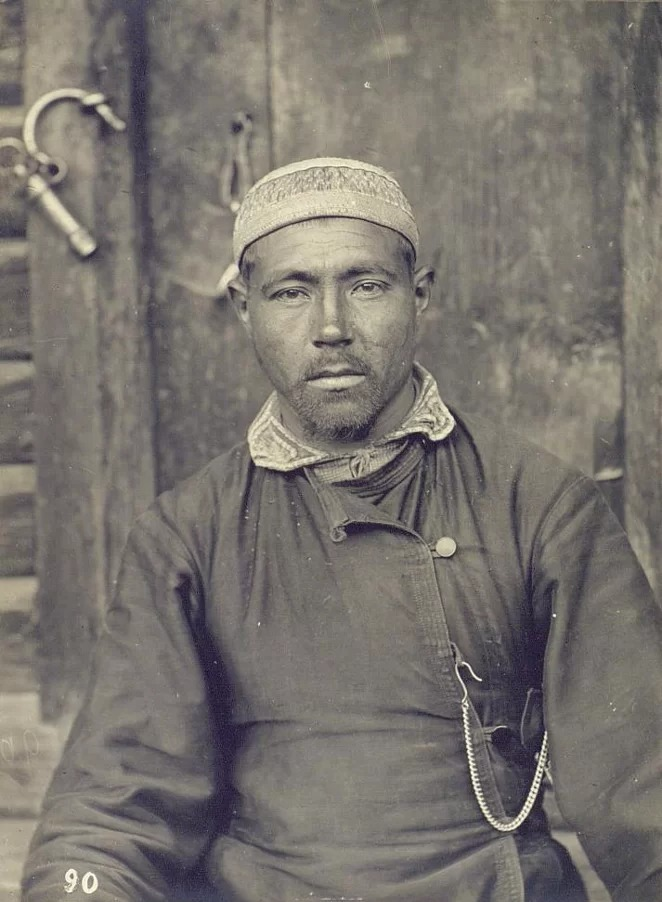
Башкир из Миндишево

Если попытки фотографировать башкир обернулись трудностями, то нагайбаки гораздо охотнее соглашались на съёмку. Считается, что их фотографии получились лучшими среди снимков других народов, несмотря на то что Круковский провёл в башкирских селах месяц, а у нагайбаков был проездом лишь несколько дней.
В путевых заметках Михаил Антонович отмечал сложности так называемой «экстремальной фотосъёмки». Так, несколько дней он путешествовал через горы Таганай. Не исключено, что мотивом поездки было желание сделать эффектные фотографии. Его путешествие завершилось неприятностью: по пути в Оренбург вывернулась конная повозка и его фотоаппарат разбился. Прибытие в город его не обрадовало. Последний пункт своей поездки он описал скупо:
Жизнь Оренбурга скучна и однообразна. Это захолустье. Под потоками осеннего дождя немыслимо было делать какие-нибудь наблюдения, и я поспешил сесть на поезд и распрощаться с Уралом.
Мотивом путешествия М. Круковского была не только тяга к познанию новых пространств и этнографических культур, но и желание, чтобы его наблюдения были прочитаны и увидены. В путешествии Круковского фотосъёмка стала не просто дополнительной возможностью изучения края, а способом наблюдения и передачи впечатлений. Поломка фотоаппарата повлекла за собой утрату интереса к путешествию; исследователь остро почувствовал усталость и решил вернуться раньше срока. Круковский оставил после своей поездки ценные этнографические наблюдения и свидетельства о южноуральских народах, а также сотни важных для науки фотографий.

### Список опубликованных произведений
Согласно справке, выданной Библиотекой им. В. И. Ленина, перу Михаила Антоновича Круковского принадлежат 24 названия изданных и переизданных книг. Значительную их часть представляют детские повести и рассказы — книги о бедных детях, детях труда, детях в борьбе с природой.
Из письма Михаила Антоновича Круковского в Кунсткамеру от 10 февраля 1914 года становится ясно, что писатель уже 25 лет путешествует по России и им составлено около 50 книг. Таким образом, получается, что половина его работ до сих пор не опубликована.
- М. А. Круковский. Антон сирота. [перевод] / Т. Ф. Кузин. — СПб.: журнал «Товарищ», 1895 [обл. 1896]. — 91 с.[47]
- Сенкевич, Генрик. Письма из Африки. [текст]; пер. с пол. М. Круковский / П. П. Сойкин. — СПб., 1895. — 269 с.[48]
- М. А. Круковский. Вор. Ахмет. / П. Ф. Кузин. — СПб., 1895. — 32 с.[49][50]
- М. А. Круковский. Доброе семя. Сборник стихотворений для школьного возраста. / О. Н. Попова. — СПб., 1898. — 86 с.[51][52]
- Косякевич, Винцент. В бегах. Рассказ; пер. с пол. М. Круковский / П. Ф. Кузин. — СПб., 1901. — 32 с.[53]
- М. А. Круковский. Вор. Ахмет. / Т. Ф. Кузин. — СПб., 1901. — 32 с.[54][55]
- М. А. Круковский. Жизнь в природе. Биологические очерки для детей старшего возраста. По Брэму, Маршалю и др. — СПб.: журнал «Товарищ», 1903. — 290 с.[56][57]
- М. А. Круковский. Олонецкий край. Путевые очерки. С 115 рис. худож. Н. Н. Герардова, Ел. Герунг, Д. И. Глущенко и др. по фотогр. авт. / И. Д. Сытин. — СПб.: «Петербургский учебный магазин», 1904. — 260 с.[58][59]
- М. А. Круковский. Мир чудес. Географическая хрестоматия. / И. Д. Сытин. — М., 1905. — 364 с.[60]
- М. А. Круковский. Маленькие люди. Рассказы и сказки. С рис. худож.: Н. В. Пирогова, Т. Лиандер и др. / К. И. Тихомиров. — М., 1908. — 375 с.[61][62]
- М. А. Круковский. На льдине. Рассказ из жизни эстонских рыбаков. — М.: тип. Рус. т-ва печ. и изд. дела, 1909. — 32 с.[63][64]
- М. А. Круковский. Россия в картинах (альбом). Вып. 1—8. / К. И. Тихомиров. — вып. 1-8. — М.: журнал «Товарищ», 1909. — 311 с.[65]
- М. А. Круковский. Южный Урал. Путевые очерки. / К. И. Тихомиров. — М., 1909. — 311 с.[66][67]
- М. А. Круковский. Беглец. Рассказ (для детей). / К. И. Тихомиров. — М., 1910. — 29 с.[68][69]
- М. А. Круковский. По горам и долам. Повесть о странствованиях юного гимназиста. / М. О. Вольф. — СПб., 1910. — 262 с.[70]
- М. А. Круковский. Родная жизнь. Рассказы по родиноведению. С рис. худож. С. М. Дудина, Н. И. Ткаченко и Н. Н. Герардова. / А. Ф. Девриен. — СПб., 1910. — 244 с.[71][72]
- Мало, Гектор. Без семьи. Повесть. Пер. (в сокр.) с франц. М. А. Круковского. — Изд. 3-е. — М.: тип Вильде, 1913. — 240 с.[73]
- М. А. Круковский. Над святым озером (Далай-Нор) [повесть]. — журнал «Товарищ». — СПб., 1913.[74]
- М. А. Круковский. В тумане. Рассказ (для детей). / К. И. Тихомиров. — Изд. 2-е. — М., 1914. — 9 с.[75][76]
- М. А. Круковский. Маленький герой. Рассказ. С 4 рис. худ. Н. В. Пирогова / К. И. Тихомиров. — Изд. 2-е. — М., 1914. — 11 с.[77][78]
- М. А. Круковский. По родному Северу. Рассказы по родиноведению. / И. Д. Сытин. — СПб., 1914. — 200 с.[79][80]
- М. А. Круковский. Приключения Сеньки. Рассказ. С рис. худ. Н. В. Пирогова и И. В. Журбина / К. И. Тихомиров. — Изд. 2-е. — М., 1914. — 18 с.[81][82]
- М. А. Круковский. Рыжик. Рассказ (для детей). / К. И. Тихомиров. — Изд. 2-е. — СПб., 1914. — 23 с.[83][84]
- М. А. Круковский. Стриж. Рассказ. С рис. худ. В. А. Андреева. / К. И. Тихомиров. — Изд. 2-е. — СПб., 1914. — 16 с.[85][86]
- М. А. Круковский. Буланко. Рассказ (для детей). / К. И. Тихомиров. — Изд. 2-е. — М., 1915. — 15 с.[87][88]
- М. А. Круковский. В снегах. Рассказ. / К. И. Тихомиров. — Изд. 2-е. — М., 1915. — 22 с.[89][90]
- М. А. Круковский. Зяблик. Рассказ. / К. И. Тихомиров. — Изд. 2-е. — М., 1915. — 72 с.[91][92]
- М. А. Круковский. Мир чудес. Географическая хрестоматия. / И. Д. Сытин. — Изд. 2-е. — М., 1915. — 367 с.[93][60]
- М. А. Круковский. Ружьё. Рассказ. / А. Ф. Девриен. — Изд. 2-е. — М., 1915. — 12 с.[71][94]
- М. А. Круковский. Родная жизнь. Рассказы по родиноведению. С рис. худож. С. М. Дудина, Н. И. Ткаченко и Н. Н. Герардова. / А. Ф. Девриен. — Берлин: Изд. 2-е, 1922. — 168 с.[95]

### Оценка произведений
В 1923 году «Объединение российских земских и городских деятелей в Чехословакии» высказало о произведениях Круковского следующее:
Рассказы М. Круковского должны быть причислены к числу лучших книг так называемой географической беллетристики. Они всегда имеют в основе живой, жизненно-правдивый рассказ из действительности, и на фоне его естественно, без натяжек, читатель знакомится с целым рядом картин русской природы, бытом её населения.
В своём анализе оно также рекомендовало учащимся 2—4 классов к прочтению книги Михаила Антоновича «По родному Северу. Рассказы по родиноведению». Также в рецензии на эту книгу географ Александр Борзов писал:
Автор рассказывает просто, увлекательно и сердечно. Многие рассказы его положительно художественны, слушаются детьми с захватывающим интересом и производят прекрасное впечатление.

## Семья

Семья Круковских. Ташкент, май 1928 года

- Первая жена — София Карловна Круковская (урождённая Буре; 1861, Астрахань — 2 февраля 1943, Ташкент). Педагог, библиотекарь, писательница, переводчица.
- Вторая жена — Ольга Карловна Лузина. Сотрудница окружной здравницы[27] (земский врач)[18][5]. Имела дочь Нину от первого брака и сына[27].

У Михаила Антоновича были одна дочь и три сына от Софии Карловны:
- Дочь — София Михайловна Круковская (1896, Санкт-Петербург — 1984, Ташкент). Историк-искусствовед.
- Сын — Всеволод Михайлович Круковский (1897[6], Рождественская[98] — 21 января 1940[6]). Служащий НКВД[99]. Имел среднее образование. С 1918 года являлся членом ВКП(б), состоял в органах ВЧК−ОГПУ−НКВД[99][100]. В начале 1930-х годов — начальник информационного отдела полномочного представителя ОГПУ в Средней Азии, затем начальник 2-го отдела Карлага НКВД СССР[6]. 27 декабря 1932 года награждён орденом Трудового Знамени Узбекской ССР[100]. С 25 декабря 1935 года — майор государственной безопасности[100]. Был арестован 23 апреля 1939 года. Приговорён Военной коллегией Верховного суда СССР 19 января 1940 года по обвинению в участии в контр-революционной, заговорщической военной организации в системе НКВД СССР[6]. Расстрелян 21 января 1940 года, реабилитирован 14 декабря 1959 года[98][100]. Был женат на Кларе Эмильевне Арандт-Круковской (7 ноября 1900 — 17 мая 1973, Кропоткин), которая с 20 января 1937 являлась лейтенантом государственной безопасности[101]. Член ВКП(б) с 1942 года. Затем получила звание капитана, трудясь в тылу (об этом свидетельствует письмо от её сына Георгия, который поздравил её с новым званием), работая в Ташкенте. После войны жила в Петрозаводске, а затем последние годы своей жизни в городе Кропоткине в семье Вадима Всеволодовича. 28 октября 1967 года Клара Эмильевна награждена орденом Трудового Красного знамени. У Всеволода было 4 сына — Георгий (2 сентября 1920, Гурьев — 18 ноября 1964, Петрозаводск; кадровый военный; полковник (1941), капитан/старший лейтенант (1943), майор (1944) артиллерии[102]), Игорь (1923, Ташкент — 12 февраля 1944, Большие Изори; рядовой[103]), Феликс (1927 — 1 февраля 1950, Краснодар) и Вадим (21 декабря 1936, Оренбург — 11 октября 2011, Кропоткин)[14][104].
- Сын — Юрий Михайлович Круковский (1901 — 12 сентября 1938). Прозаик, поэт, драматург и очеркист[2].
- Сын — Лев Михайлович Круковский (1899, Петербург — 1943, Саратов). Окончил Томский политехнический институт по специальности инженера-дорожника и мостовика. По его проектам построено несколько небольших мостов в Узбекистане. Основную часть жизни работал преподавателем в Ташкентском транспортном институте, последние годы — в Саратовском автодорожном институте. Жена — Ангелина Аркадьевна. У него было двое детей — Елена (1927, Ташкент — 2014?, там же; преподаватель химии в Ташкентском государственном университете[104]) и Глеб (11 марта 1935[105] — 18 сентября 1996, Ульяновск; геолог, спортсмен, альпинист[106][105], кандидат геолого-минералогических наук[106])[14].

У Михаила Круковского также была приёмная дочь Нина (от первого брака Ольги Лузиной).

## Память

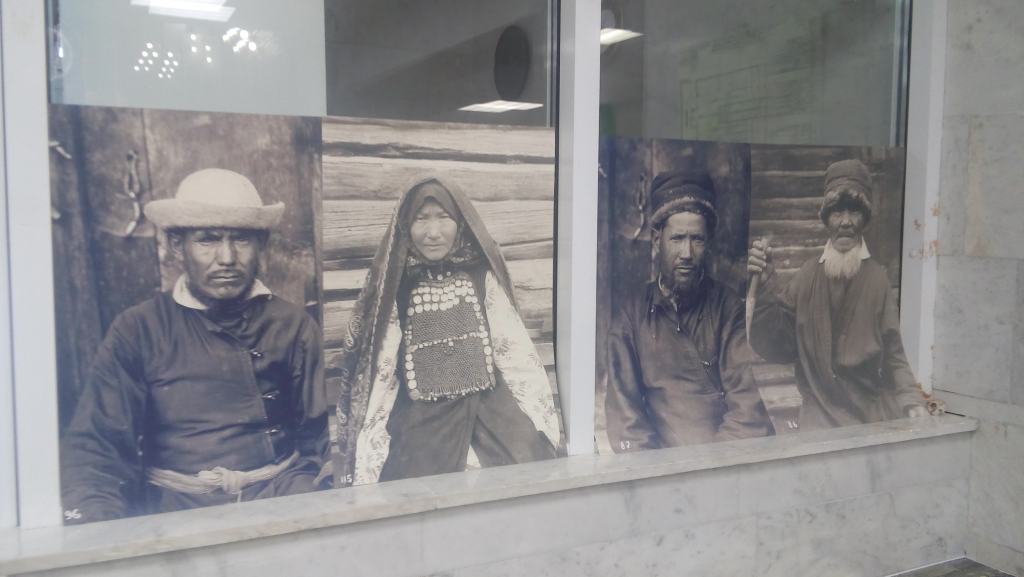
Фотографии М. А. Круковского на выставке в музее Салавата Юлаева 31 января 2019 года

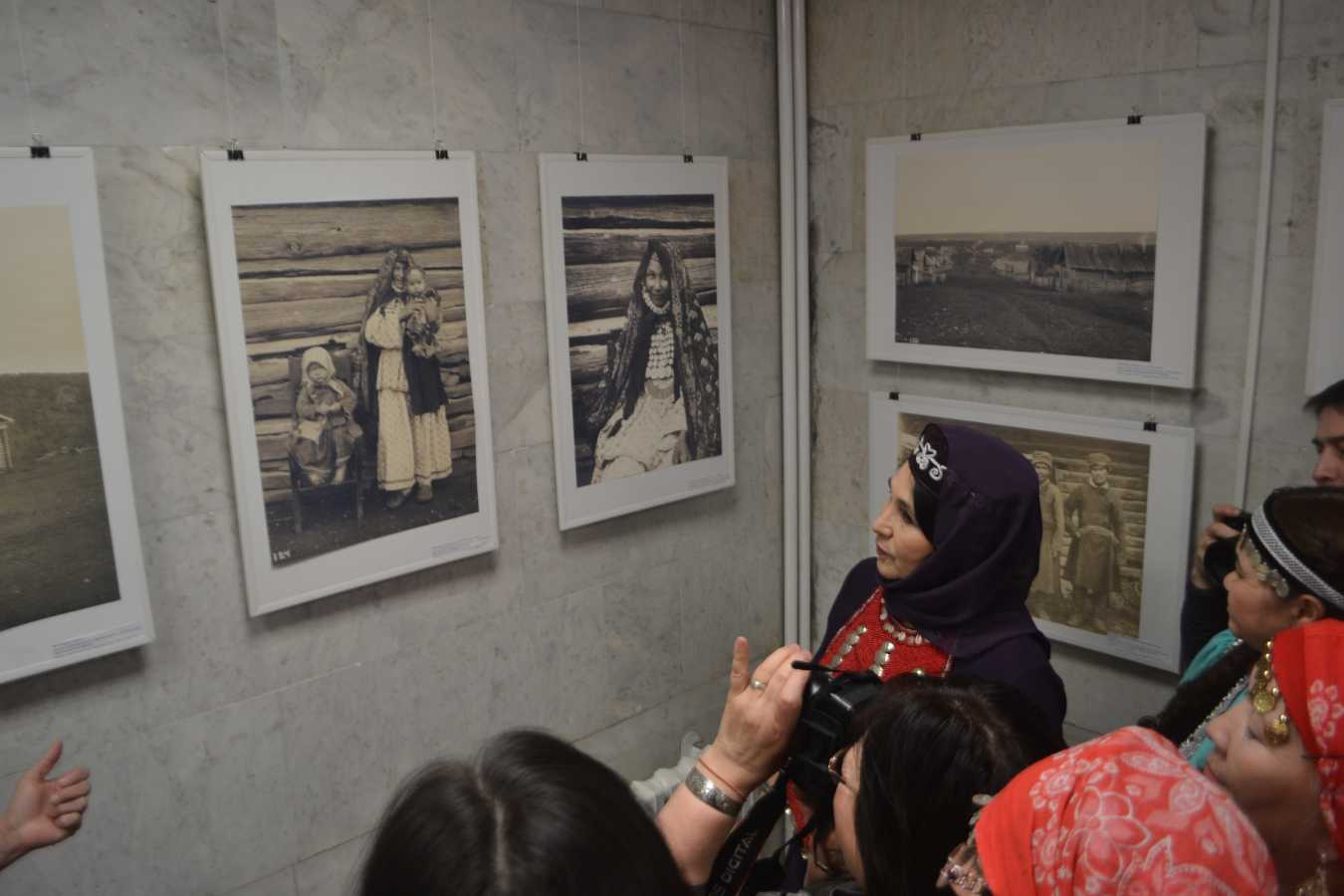
Проведение фотовыставки работ М. А. Круковского в музее Салавата Юлаева 4 февраля 2019 года

- В 2008 году лаборатория аудиовизуальной антропологии (ЛАВА) МАЭ РАН по следам Михаила Антоновича Круковского провела экспедицию[34]. Был выбран один из районов, где работал писатель в 1899 году — Южная Карелия — и где было собрано две коллекции: вещевая (МАЭ, колл. № 504; 106 предметов) и фотоколлекция (МАЭ, колл. № 1363; около 300 фотографий)[107]. Цель экспедиции была найти описанные Круковским объекты и увидеть их как бы из будущего. Участниками экспедиции сделаны фотографии и видеосъёмка некоторых мест, которые были отражены в материалах экспедиции столетней давности[34]. Экспедиция работала в Республике Карелия, в городе Олонец, в Олонецком районе (в сельских поселениях Верхняя и Нижняя Видлицы, Гавриловка, Большие Горы Видлицкий волости, в Большой и Малой Сельге Китежской волости) со 2 по 17 июня 2008 года. Обследуемым этносом были карелы-ливвики[107]. Основными материалами экспедиции стали цифровые фото-, скан-, аудио-, видеоматериалы, дополнительными — предметы (вещевая коллекция). Количество собранных материалов составило: 2880 файлов отснятых объектов, 142 сканированных фотографии, 181 аудиофайл продолжительностью 27,5 часов, 1020 видеофайлов продолжительностью 20 часов. Вещевая коллекция включила в себя 40 предметов[108].
- 5 ноября 2008 года в городе Алма-Ата прошла презентация альбома «Казахская традиционная культура в собраниях Кунсткамеры». В альбом вошли 200 изображений второй половины XIX — первой трети XX века из фотоиллюстративного фонда МАЭ РАН. Среди них были фотографии Михаила Круковского[109].
- С 12 по 17 сентября 2017 года в Государственном историческом музее Южного Урала проводилась выставка книги Михаила Круковского «Южный Урал. Путевые очерки»[9].
- 31 января 2019 года в селе Малояз Республики Башкортостан прошло итоговое мероприятие фестиваля-эстафеты «Мост дружбы», которое началась с открытия в музее Салавата Юлаева фотовыставки Михаила Антоновича Круковского «Башкиры на фотографиях XIX века». Данная экспозиция была представлена общественному обозрению впервые[110].
- 4 февраля 2019 года в музее Салавата Юлаева открылась фотовыставка, посвящённая быту и культуре башкирского рода кыр-кудей. Все фотографии, показанные там, экспонировались впервые и были сделаны в 1908 году Круковским на территории нынешнего Салаватского района Республики Башкортостан[111][11].
- 13 ноября 2019 года в Усть-Катавском историко-краеведческом музее, в городе Усть-Катав Челябинской области, состоялось открытие выставки «История кыр-кудейского рода в фотографиях этнографа Михаила Круковского», созданной музеем Салавата Юлаева. Мероприятие было приурочено к юбилеям 100-летия Республики Башкортостан, 85-летию Челябинской области и 30-летию Центра татарской и башкирской культуры «Дуслык» города Усть-Катав[112][31]. На выставке были представлены 36 старинных фотографий Круковского, на которых запечатлены деревни Салаватского района — Яхино (Яхъя), Миндишево, Ишимбаево (Мосабайка) и её жителей[31].
- 13 февраля 2020 года во Дворце культуры города Миньяр Челябинской области состоялся Межрегиональный йыйын (съезд) башкирского рода кудей. В состав делегации Салаватского района также вошли сотрудники музея Салавата Юлаева. Музей представил участникам съезда выставку фотографий этнографа Михаила Круковского, сделанных в 1908 году. На фотографии запечатлены представители рода Кыр-Кудей — жители деревень Ишимбаево, Миндишево, Яхъя[113].